# 埃多人
埃多人（Edo people）是奈及利亞的民族之一，曾經建立貝寧帝國。他們人口有300萬，主要生活在埃多州。
所說的語言埃多語屬於尼日-剛果語系大西洋-剛果語族。